# Asamblea de las Naciones Originarias
La Asamblea de las Naciones Originarias (en inglés, Assembly of First Nations, AFN; en francés, Assemblée des Premières Nations) es la asamblea de las Naciones Originarias de Canadá (representadas en bandas indias, jefaturas tribales de las primeras naciones del Canadá), inspirada en la Asamblea General de las Naciones Unidas. Surgió y reemplazó a la Canadian National Indian Brotherhood (Hermandad Indígena Nacional de Canadá) a principios de los años 80. Los objetivos de la organización son proteger y promover los derechos e intereses aborígenes y tratados de las Naciones Originarias en Canadá, incluyendo salud, educación, cultura e idioma.

## Historia
La autoformación de las organizaciones políticas de los pueblos indígenas de América del Norte ha sido un proceso constante durante muchos siglos: la Confederación iroquesa y la Confederación de los pies-negros son dos ejemplos precoloniales prominentes. Otros grupos se formaron para celebrar tratados con gobiernos coloniales.
Después de la Primera Guerra Mundial, la Liga de Indios en Canadá fue fundada por un veterano Mohawk, Fred Ogilvie Loft (1862-1934). Se convirtió en el antecedente de la Federación de Naciones Indias de Saskatchewan (Federation of Saskatchewan Indian Nations) y la Asociación India de Alberta (Indian Association of Alberta).
El 1 de septiembre de 1994, Ovide Mercredi, jefe de la AFN, informó a los líderes del gobierno federal que debe garantizar los derechos de los aborígenes en Quebec en caso de independencia.
A principios de 2013, los documentos revelaron que la AFN había estado operando en conjunto con la Real Policía Montada de Canadá (RCMP) para proporcionar información y vigilar a los miembros de la comunidad de las Primeras Naciones. Los documentos adquiridos a través del acceso a las solicitudes de información revelan que los jefes de la RCMP y la policía provincial de Ontario y Quebec se reunieron en el verano de 2007 con el entonces jefe nacional de AFN, Phil Fontaine, para «facilitar un enfoque coherente y efectivo para gestionar las protestas y ocupaciones aborígenes».
La AFN, que depende del gobierno federal para la mayoría de sus fondos, a veces ha sido acusada de ser obsequiosa y no representativa de la comunidad más grande de las Primeras Naciones.

## Órganos principales
- Jefe nacional
- Primeras Naciones en Asamblea
- El comité ejecutivo
- Secretaría
- Consejo de Ancianos

## Presidentes de la Hermandad india Nacional
- 1968–1970: Walter Dieter
- 1970–1976: George Manuel
- 1976–1980: Noel Starblanket
- 1980–1982: Delbert Riley

## Jefes nacionales de la Asamblea de Primeras Naciones[6]
- 1982 - 1985: David Ahenakew
- 1985 - 1991: Georges Erasmus
- 1991 - 1997: Ovid Miércoles
- 1997 - 2000: Phil Fontaine
- 2000 - 2003: Matthew Coon Come
- 2003 - 2009: Phil Fontaine
- 2009 - 2014: Shawn Atleo
- 2014: Ghislain Picard (interino)
- 2014 - 2021: Perry Bellegarde
- 2021 - 2023: RoseAnne Archibald
- 2023 - presente: Joanna Bernard (interino)